# Смоленская декларация
Смоленская декларация (также Смоленское воззвание)  — воззвание к советскому народу, составленное  руководителями расположенного в Смоленске «Русского освободительного комитета». Опубликовано 27 декабря 1942 года в Берлине.

## Предыстория
На июнь 1941 года в рядах Вермахта служило около 12 тысяч деятелей белой эмиграции, которые в основном придерживались разных целей и идеологии — от монархизма некоторых бывших белогвардейцев, стремления казаков к созданию собственного государства до простого неприятия сталинского режима и желание отомстить за коллективизацию и репрессии. Несмотря на советы специалистов по России и Советскому Союзу, с начала войны Адольф Гитлер под влиянием собственных расовых теорий отказывался активно привлекать российские эмигрантские круги и перебежчиков к созданию российских государственных структур, альтернативных сталинским. Однако из-за неудач Красной армии на первом этапе войны, в результате чего в нацистском плену оказалось около 3 миллионов советских военнослужащих, было решено приступить к формированию Русской освободительной армии (РОА) во главе с пленным генерал-лейтенантом Андреем Власовым.

## Подготовка декларации

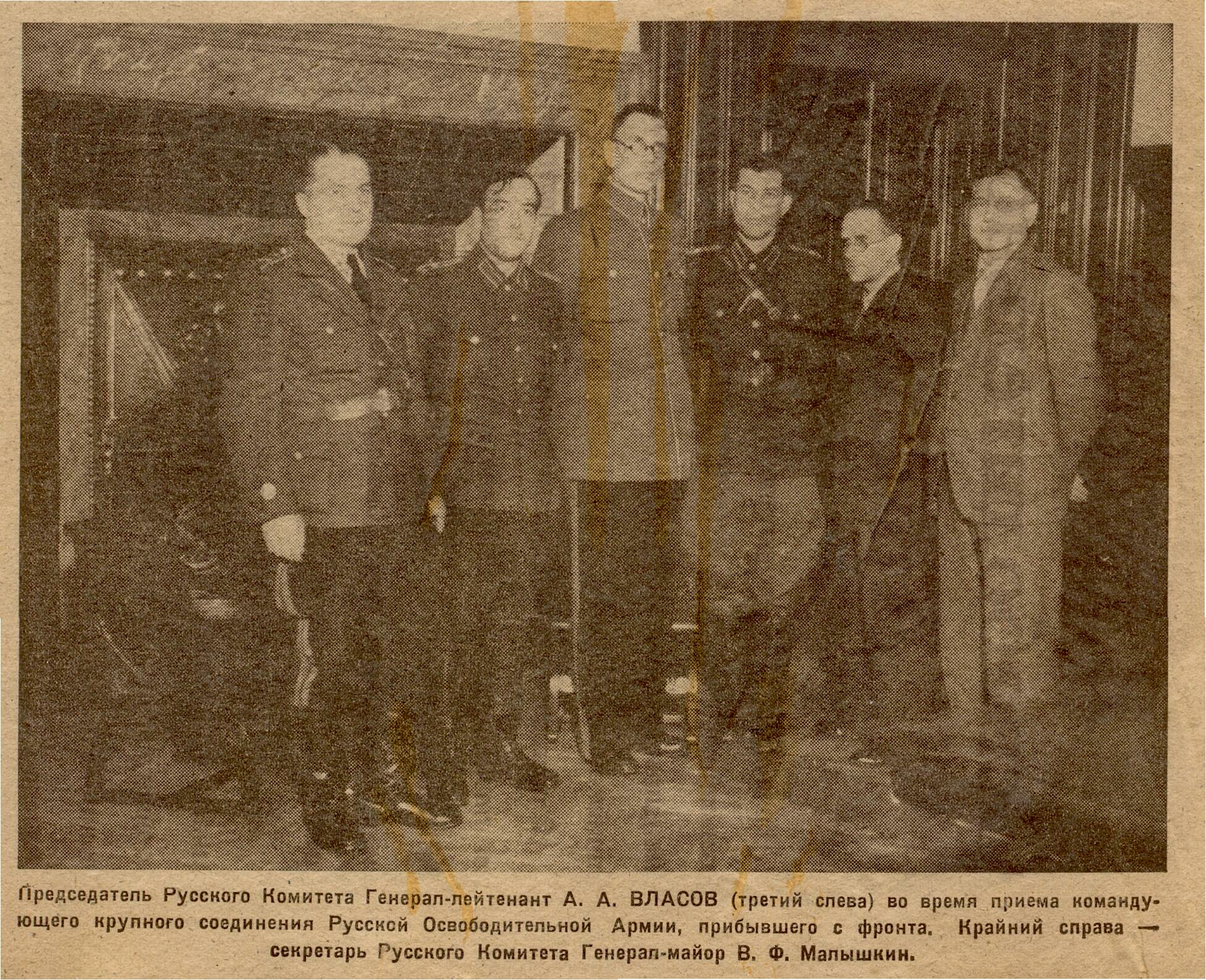
Авторы декларации: Андрей Власов (третий слева), Василий Малышкин (крайний справа)

В 1942 году Андрей Власов, от имени «Русского комитета» начинает готовить воззвание, адресованное бойцам Красной армии. Целью декларации являлось обращение к немецкому командованию с предложением организовать Русскую освободительную армию как воинское формирование, создаваемое для «освобождения России от коммунизма».
В подготовке декларации принимали участие и другие пленные советские военнослужащие (на илл.).
Меня и полковника Боярского вызвали к себе представители разведотдела при ставке верховного командования германской армии полковник Ронне и отдела пропаганды верховного командования Штрикфельдт, которые заявили, что на стороне немцев уже воюет большое число добровольцев из советских военнопленных и нам следует также принять участие в борьбе против Красной Армии.
Я высказал Ронне и Штрикфельдту мысль, что для русских, которые хотят воевать против Советской власти, нужно дать какое-то политическое обоснование их действий, чтобы они не оказались наёмниками Германии. Ронне ответил, что немцы согласны создать из русских правительство, к которому перейдёт власть после поражения советских войск. Я заявил Ронне, что подумаю над его предложением и позже дам ответ… В октябре 1942 года немцы предложили мне выехать в Берлин.

## Обнародование документа
Документ был опубликован 27 декабря 1942 года.

ОБРАЩЕНИЕ РУССКОГО КОМИТЕТА

К БОЙЦАМ И КОМАНДИРАМ КРАСНОЙ АРМИИ,

КО ВСЕМУ РУССКОМУ НАРОДУ И ДРУГИМ НАРОДАМ

Друзья и братья!
Большевизм — враг русского народа. Неисчислимые бедствия принёс он нашей Родине и, наконец, вовлёк Русский народ в кровавую войну за чужие интересы. Эта война принесла нашему Отечеству невиданные страдания. Миллионы русских людей уже заплатили своей жизнью за преступное стремление Сталина к господству над миром, за сверхприбыли англо-американских капиталистов. Миллионы русских людей искалечены и навсегда потеряли трудоспособность. Женщины, старики и дети гибнут от холода, голода и непосильного труда. Сотни русских городов и тысячи сёл разрушены, взорваны и сожжены по приказу Сталина.
История нашей Родины не знает таких поражений, какие были уделом Красной Армии в этой войне. Несмотря на самоотверженность бойцов и командиров, несмотря на храбрость и жертвенность Русского народа, проигрывалось сражение за сражением. Виной этому — гнилость всей большевистской системы, бездарность Сталина и его главного штаба.
Сейчас, когда большевизм оказался неспособным организовать оборону страны, Сталин и его клика продолжают с помощью террора и лживой пропаганды гнать людей на гибель, желая ценою крови Русского народа удержаться у власти хотя бы некоторое время.
Союзники Сталина — английские и американские капиталисты — предали русский народ. Стремясь использовать большевизм для овладения природными богатствами нашей Родины, эти плутократы не только спасают свою шкуру ценою жизни миллионов русских людей, но и заключили со Сталиным тайные кабальные договоры.
В то же время Германия ведёт войну не против Русского народа и его Родины, а лишь против большевизма. Германия не посягает на жизненное пространство Русского народа и его национально-политическую свободу.
Национал-социалистическая Германия Адольфа Гитлера ставит своей задачей организацию Новой Европы без большевиков и капиталистов, в которой каждому народу будет обеспечено почётное место.
Место Русского народа в семье европейских народов, его место в Новой Европе будет зависеть от степени его участия в борьбе против большевизма, ибо уничтожение кровавой власти Сталина и его преступной клики — в первую очередь дело самого Русского народа.
Для объединения Русского народа и руководства его борьбой против ненавистного режима, для сотрудничества с Германией в борьбе с большевизмом за построение Новой Европы, мы, сыны нашего народа и патриоты своего Отечества, создали Русский Комитет.
Русский Комитет ставит перед собой следующие цели:
- а. Свержение Сталина и его клики, уничтожение большевизма.
- б. Заключение почётного мира с Германией.
- в. Создание, в содружестве с Германией и другими народами Европы, Новой России без большевиков и капиталистов.

Русский Комитет кладёт в основу строительства Новой России следующие главные принципы:
- 1. Ликвидация принудительного труда и обеспечение рабочему действительного права на труд, создающий его материальное благосостояние;
- 2. Ликвидация колхозов и планомерная передача земли в частную собственность крестьянам;
- 3. Восстановление торговли, ремесла, кустарного промысла и предоставление возможности частной инициативе участвовать в хозяйственной жизни страны;
- 4. Предоставление интеллигенции возможности свободно творить на благо своего народа;
- 5. Обеспечение социальнoй справедливости и защита трудящихся от всякой эксплуатации;
- 6. Введение для трудящихся действительного права на образование, на отдых, на обеспеченную старость;
- 7. Уничтожение режима террора и насилия, введение действительной свободы религии, совести, слова, собраний, печати. Гарантия неприкосновенности личности и жилища;
- 8. Гарантия национальной свободы;
- 9. Освобождение политических узников большевизма и возвращение из тюрем и лагерей на Родину всех, подвергшихся репрессиям за борьбу против большевизма;
- 10. Восстановление разрушенных во время войны городов и сёл за счёт государства;
- 11. Восстановление принадлежащих государству разрушенных в ходе войны фабрик и заводов;
- 12. Отказ от платежей по кабальным договорам, заключённым Сталиным с англо-американскими капиталистами;
- 13. Обеспечение прожиточного минимума инвалидам войны и их семьям.

Свято веря, что на основе этих принципов может и должно быть построено счастливое будущее Русского народа, Русский Комитет призывает всех русских людей, находящихся в освобождённых областях и в областях, занятых ещё большевистской властью, рабочих, крестьян, интеллигенцию, бойцов, командиров, политработников объединяться для борьбы за Родину, против её злейшего врага — большевизма.
Русский Комитет объявляет врагами народа Сталина и его клику.
Русский Комитет объявляет врагами народа всех, кто идёт добровольно на службу в карательные органы большевизма — Особые отделы, НКВД, заградотряды.
Русский Комитет объявляет врагами народа тех, кто уничтожает ценности принадлежащиe Русскому народу.
Долг каждого честного сына своего народа — уничтожать этих врагов народа, толкающих нашу Родину на новые несчастья. Русский Комитет призывает всех русских людей выполнять этот свой долг.
Русский Комитет призывает бойцов и командиров Красной армии, всех русских людей переходить на сторону действующей в союзе с Германией Русской Освободительной Армии. При этом всем перешедшим на сторону борцов против большевизма гарантируется неприкосновенность и жизнь, вне зависимости от их прежней деятельности и занимаемой должности.
Русский Комитет призывает русских людей вставать на борьбу против ненавистного большевизма, создавать партизанские освободительные отряды и повернуть оружие против угнетателей народа — Сталина и его приспешников.
Русские люди! Друзья и братья!
Довольно проливать народную кровь! Довольно вдов и сирот! Довольно голода, подневольного труда и мучений в большевистских застенках! Вставайте на борьбу за свободу! На бой за святое дело нашей Родины! На смертный бой за счастье Русского народа! Да здравствует почётный мир с Германией, кладущий начало вечному содружеству Немецкого и Русского народов! Да здравствует Русский народ, равноправный член семьи народов Новой Европы!
Председатель Русского Комитета
Генерал-лейтенант А. А. Власов
Секретарь Русского Комитета
Генерал-майор В. Ф. Малышкин
27 декабря 1942 г., г. Смоленск

## Значение
Исходя из пропагандистских соображений, руководство Третьего рейха сообщило об этой инициативе в средствах массовой информации, ничего, однако, не предпринимая в организационном плане. С этого момента все солдаты русской национальности в структуре немецкой армии могли считать себя военнослужащими Русской освободительной армии. Несмотря на то, что на тот момент РОА существовала только на бумаге, авторы декларации посчитали, что руководство Третьего рейха предприняло шаги для изменении своей политики по отношению к восточным оккупированным территориям.